# Nyergestetői csata
A nyergestetői csata, más néven székely Thermopüla a magyar szabadságharc egyik leghősiesebb csatája. Az 1849. augusztus 1-jén lezajlott ütközetben ezer székely próbálta megállítani az erős túlerővel rájuk törő orosz–osztrák csapatokat. A székely Thermopüla megnevezést onnan kapta, hogy az ütközet nagyon hasonlított a Kr. e. 480-ban lezajlott thermopülai csatára. 

## A csata
A Tuzson János őrnagy által vezetett, nagyjából 1000 fős székely honvéd különítmény Moldvából tért haza. Az 1849. június 19-én újra támadásba lendülő oroszoknak és osztrákoknak sikerült áttörniük a Székelyföld védvonalát jelentő kárpáti szorosokon, és elözönlötték Dél-Erdélyt. Így Tuzson embereivel (nyolc gyalogos- és egy huszárszázad nyolc ágyúval) a Kászoni-medencében vonult vissza, hogy megfékezze a Csíki-medence irányába törő ellenséget. Útközben Kászonújfalunál július 31-én támadás érte az utóvédjét. Értesülvén arról, hogy Csíkszeredából kivonták a sereget, amivel egyesülni akart volna, a Nyerges-tetőnél védelemre rendezkedett be, hogy kedvező terepviszonyok között legyen a zászlóalja. Az Eduard Clam-Gallas vezette szövetségesek mintegy 12 000 katonája állt szemben Tuzson különítményével. 
A szemben álló felek között először július 31-én 6 órakor került sor ütközetre. Ez az éj beálltával megszűnt, majd pedig augusztus 1-jén kora hajnalban újrakezdődött, amikor az orosz–osztrák haderők megkezdték előrenyomulásukat a kászoni úton. Erős kartácstűzzel sikerült a székely honvédeknek visszaverniük őket, és mintegy 7 órán át meg is tudták tartani állásaikat. Ez annak volt köszönhető, hogy az oroszok minden elővigyázat nélkül tömegesen nyomultak fel a meredeken emelkedő országúton, ahonnan a székelyek ágyútüze könnyen leseperte őket. Sokszor kíséreltek meg Clam-Gallas emberei rohamot, de mindig visszaverték őket, és jelentős veszteségeket szenvedtek. 
Végül Tuzsonnak fel kellett adni a harcot. Orbán Balázs szerint azért, mert az őrnagy tudomására jutott, hogy egy román juhász megmutatott az ellenségnek egy ösvényt, ahonnan a székelyeket bekeríthették volna Lázárfalva felől. Tuzson János a visszaemlékezésében nem tesz erről a juhászról említést. A bekerítés veszélye miatt nem maradt más választása, mint parancsot adni a rendezett visszavonulásra. Katonáival a hegyeken keresztül Tusnádra vonult vissza, ahol egyesült Gál Sándor különítményével, és Székelyudvarhelynek vették az irányt. Oda viszont csapatának már csak egy része követte, nagy része feloszlott.
Egyes források szerint csupán 200 székely katona állt szemben Clam-Gallas 12 000-ével, de valószínűleg azokról a környékbeli katonákról van szó, akik nem vonultak vissza, mert nem akarták otthagyni családjukat, szülőföldjüket vagy ágyúikat, melyek szentek voltak számukra. Pedig tudták, hogy a biztos halál vár rájuk.

## Említések az irodalomban
Kányádi Sándortól származik a székely Thermopüla elnevezés. Nyergestető című versében írt a csatáról.
Orbán Balázs így írt az ütközetről: „A mit sem sejtő oroszok minden elővigyázat nélkül tömegesen nyomultak fel a meredeken emelkedő országúton, Tuzson bevárta lőtávolságra, s akkor kartács-tűzzel sepreté őket le. Sokszor kísértének az oroszok elszánt, kétségbeesett rohamot, de az oroszlánként harczoló honvédek és a halált osztó ágyúk mindig visszaterelték.”